# Gottesurteil

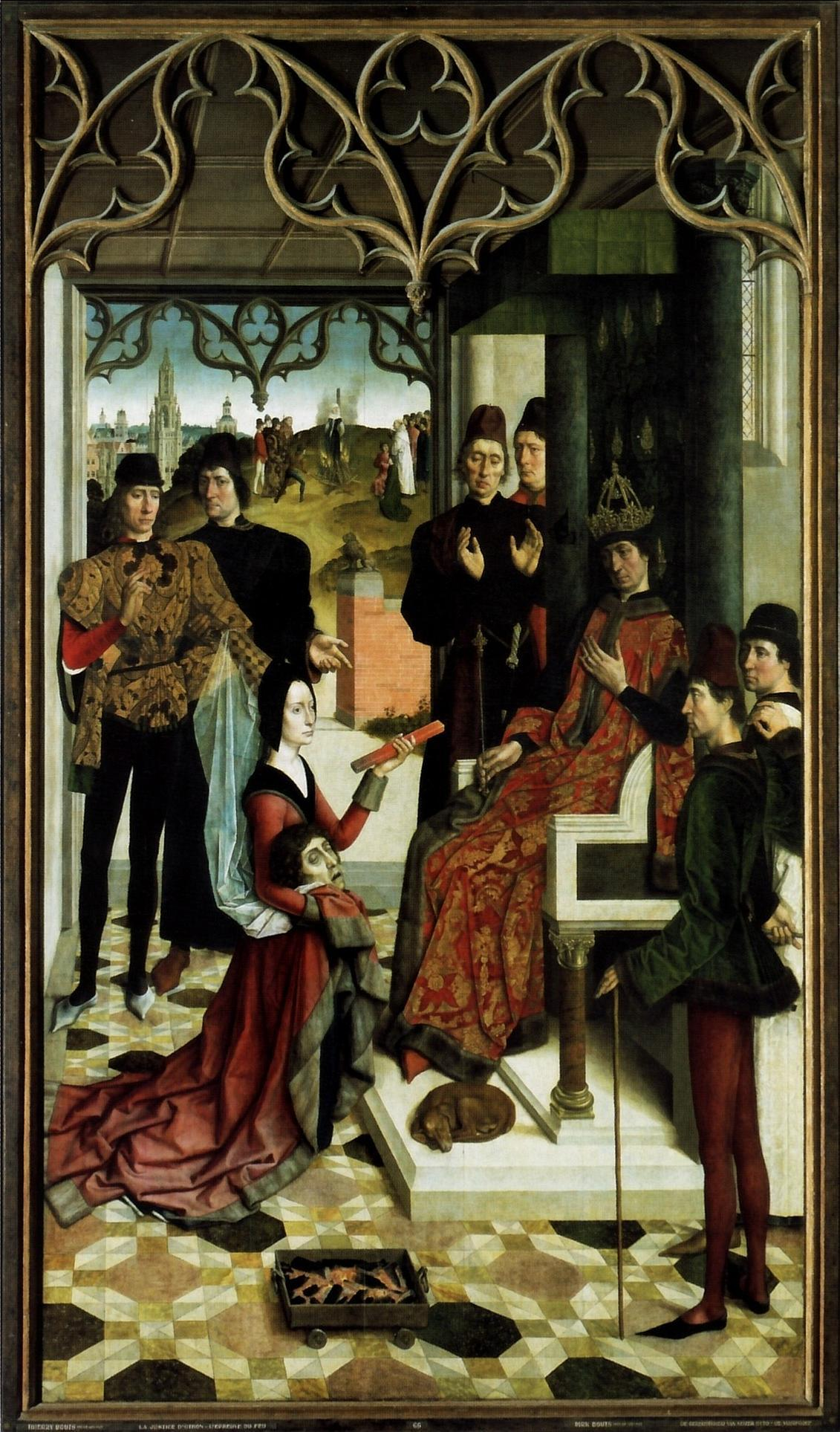
Dierick Bouts der Ältere, Die Feuerprobe

Ein Gottesurteil, Gottesgericht (lateinisch ordalium) oder Ordal ist eine vermeintlich durch ein übernatürliches Zeichen herbeigeführte Entscheidung, die im Altertum und Mittelalter auch zur Wahrheitsfindung in einem Rechtsstreit eingesetzt wurde. Dabei liegt die Vorstellung zugrunde, nur ein Gott oder (säkular) eine Schicksalsmacht könne als höchste Instanz in einem existenziellen Entscheidungsprozess ein untrügliches Urteil fällen.

## Etymologie
Gottesurteil ist die deutsche Übersetzung der im Mittellateinischen gebräuchlichen Begriffe iudicium dei oder iudicium divinum. Unter Einfluss des wohl aus dem Althochdeutschen stammenden Wortes ordel sowie über Einbeziehung von Bezeichnungen wie ordāl (altenglisch) oder godis ordil (mittelniederdeutsch) wurde der Begriff in die Volkssprache übernommen.
Der Begriff Ordal kommt etymologisch – so weit man das Wort zurückverfolgen kann – von 'or – deal' (althochdeutsch ordel) und bedeutet so viel wie 'Ur-Teil' oder auch 'Ur-Sprung'.
Das Wort Ordal wird im Allgemeinen synonym für Gottesurteil benutzt. Allerdings weisen Rechtshistoriker darauf hin, dass die Bezeichnung 'Ordal' im Grunde immer dann korrekt angewendet werde, wenn Menschen ein Vertrauen in das Recht hätten, ganz gleich, in welcher Form es in ihrem jeweiligen sozialen Kontext gefunden werde, und dies könne auch ohne jegliche Gottesvorstellung geschehen.

## Geschichte
Die Geschichte der Gottesurteile reicht weit in die Anfangsphase der menschlichen Zivilisation zurück. Erste schriftlich überlieferte Beschreibungen von Gottesurteilen bzw. Ordalen stammen aus Mesopotamien. So findet sich im 10. Paragraphen des Codex Ur-Nammu, der um 2100 v. Chr. vom sumerischen König Urnammu von Ur aufgestellt wurde, ist die Rede von einem Flussordal, einer Art Wasserprobe. Ebenso finden sich im Codex Hammurapi aus dem 18. Jahrhundert v. Chr. in den Paragraphen 2. (Zauberei) und 132. (Verleumdung der Ehefrau) Gottesurteile mit Hilfe des Wassers aufgeführt. Auch das Alte Testament liefert Belege für die frühe Anwendung von Gottesurteilen wie in Numeri 5,11-31  oder 1. Samuel 10,17-27 . Daneben gab es Gottesurteile auch in zahlreichen weiteren alten Kulturen. So im alten China, in Japan, Indien und Ägypten. Etwas weniger gebräuchlich waren sie in der griechischen und römischen Kultur. In manchen Kulturen haben sich Gottesurteile bis heute gehalten.
Größere Bedeutung erlangten Ordale im Frühmittelalter. Unter den germanischen Stämmen, die ab dem 4. und 5. Jahrhundert in römisches Territorium einfielen, waren Gottesurteile nur wenig verbreitet. Bei den Franken allerdings scheint die Probe mit heißem Wasser jedoch spätestens seit dem 6. Jahrhundert verbreitet gewesen zu sein. Erwähnenswert ist hierbei, dass das Verfahren ursprünglich lediglich bei Freigelassenen und Sklaven in Fällen von Diebstahl, falschen Zeugenaussagen und im Falle einer „Missachtung des Gerichts“ angewandt wurde. Mit dem Erstarken der Franken im 7. und 8. Jahrhundert übernahmen auch benachbarte Völker wie die Angelsachsen, die Westgoten und die Langobarden den Gebrauch von Gottesurteilen in Form der Heißwasserprobe. Unter Karl dem Großen wurden zahlreiche weitere Formen des Gottesurteils eingeführt: die Feuerprobe, bei der der Delinquent ein glühendes Eisen mehrere Schritte weit tragen musste. Entzündete sich nach einigen Tagen die Wunde statt zu heilen, galt dies als Schuldbeweis. Bei der Kaltwasserprobe wurde der Angeklagte in zuvor gesegnetes Wasser geworfen. Bei der letzteren Probe ging man davon aus, dass das durch die Taufe Christi im Jordan geheiligte Wasser den Schuldigen abstoße, sodass er schwimmt. Gott wurde damals als „verrechtlicht“ gedacht: Er schütze das Recht, weil er selbst das Recht sei, wie noch der Sachsenspiegel von 1225 ausführt. Diese Handlungen sollten das Böse mit Hilfe Gottes herausfordern und damit offensichtlich machen.
Ab dem 10. Jahrhundert nahm die Anwendung von Gottesurteilen spürbar zu. Die Ursache hierfür liegt gemäß Jan Dhont in dem teilweisen Zusammenbruch der staatlichen Ordnung – verursacht durch den Einfall zahlloser Fremdvölker – im 10. Jahrhundert. An die Stelle übergeordneter staatlicher Institutionen traten in der Folge vielfach religiöse Elemente. Ordale dienten demnach in der zerrüttelten Welt des ausgehenden Frühmittelalters als Versuch, die gesellschaftliche Ordnung durch das Anrufen des Höchsten zu wahren.
War das Ordal zunächst noch etwas mehr oder minder Volkstümliches, so begann es sich im ausgehenden 10. Jahrhundert auch unter den Eliten als Mittel zur Wahrheitsfindung durchzusetzen. Im 11. Jahrhundert wurden Ordale dann sogar zunehmend auf solche Fälle angewandt, für die man ein Gottesurteil kaum erwarten würde. So diente ein Ordal dazu, die Frage nach der Vaterschaft eines Herzogs der Normandie zu klären, oder als Richtspruch bei der Frage, ob der Leiter bei der Domschule von Tours, Berengar von Tours, in seiner Lehre vom symbolischen Charakter des Abendmahls nicht die Grenzen der wahren Lehre überschritten hat.
Trotz ihrer weiten Verbreitung dienten Ordale dennoch stets nur als letzter Ausweg, um die Wahrheit zu ermitteln. Das gängige Verfahren sah im Vorfeld die Benennung von Zeugen vor, die für oder gegen den Angeklagten aussagten. Konnten keine geeigneten Zeugen gefunden werden, verließ man sich im nächsten Schritt auf Eideshelfer – eine Gruppe von ein oder zwei Dutzend Personen, die mit ihrem Eid den Kläger oder Beklagten unterstützten. Erst wenn aufgrund dieser Maßnahmen kein eindeutiges Urteil gefällt werden konnte, griff man auf Gottesurteile zurück. Diese wurden im Frankenreich in der Regel von Priestern begleitet. Sei es, dass es um das Verbinden und spätere Begutachten der Wunden nach der Heißwasserprobe ging, sei es, dass es um das Weihen des Gewässers bei der Kaltwasserprobe ging.
Bereits in karolingischer Zeit waren Gottesurteile umstritten. So lehnte der einflussreiche Erzbischof Agobard von Lyon († 840) Gottesurteile ab, da sich für diesen Brauch keine Präzedenzfälle in der Bibel finden ließen. Darüber hinaus kritisierte er, dass es den Menschen nicht zustünde, im Rahmen eines Gottesurteils ein göttliches Wunder zu erzwingen. Neben religiösen Bedenken brachte der Lyoner Erzbischof auch logische Gründe vor: Wenn Gottesurteile wirklich funktionierten, warum greife man dann auf sie als letztes und nicht als erstes Mittel der Wahrheitsfindung zurück? Zudem sei Gottes Handeln bei unterschiedlichen Formen von Gottesurteilen inkonsequent. Während bei der Probe mit dem glühenden Eisen die Hände des Unschuldigen geschützt würden, würde bei der Kaltwasserprobe der Schuldige vor dem Ertrinken geschützt.
Auf der anderen Seite unterstützte die Kirche aber auch – unter anderem durch Erzbischof Hinkmar von Reims – die karolingischen Herrscher bei der Durchführung von Gottesurteilen. Mit dem Beschluss der Synode von Trebur 895, der die Feuerprobe mit Eisen als sekundäres Beweismittel nach einem misslungenen Reinigungseid vorsah, wurden Gottesurteile auch offiziell in die kirchliche Praxis aufgenommen. Sie wurden zunehmend mit kirchlichen Riten umgeben und, soweit die Art der Probe es erlaubte, zumeist auch in den Kirchen durchgeführt. Durch Fasten und Beten bereiteten sich die Priester und der Angeklagte vor, gefolgt von Messe und Kommunion. Darauf folgte eine gegen die teuflische Verhärtung gerichtete Beschwörung des Angeklagten, die Schuld zu gestehen sowie eine Segnung des reinigenden Elementes. Darauf folgte die eigentliche Probe.
Die Päpste hielten sich bezüglich der Gottesurteile weitgehend zurück und bekämpften sie ab dem 10. Jahrhundert gemeinsam mit gelehrten Theologen als Aberglauben, nachdem vorausgegangene Versuche von Bischöfen und Äbten, die Praxis der Gottesurteile im Frankenreich zu verbieten, wenig Wirkung gezeigt hatten. So hatte bereits 855 eine gemeinsame Synode der Kirchenprovinzen Lyon, Vienne und Arles, die auf Anordnung Kaiser Lothars I. einberufen worden war, versucht, Gottesurteile zu verbieten. Gesamtkirchlich wurden die Gottesurteile nie gebilligt und vielfach als verabscheuungswürdige, dem gesunden Menschenverstand widersprechende Versuchung Gottes verurteilt.
Während im Heidentum in erster Linie Zweikampf, Feuerprobe und Wasserprobe üblich waren, wurden durch die Kirche mildere Varianten wie das Kreuzordal (beide Parteien standen mit erhobenen Armen während der Messe vor einem Kreuz; wessen Arme zuerst nachgaben, hatte seinen Fall verloren), Hostienordal oder der über Reliquien gesprochene Reinigungseid eingeführt.
Im Jahr 1215 wurde die Beteiligung von christlichen Geistlichen an solchen Gottesurteilen durch die Bestimmungen des IV. Laterankonzils unter Innozenz III. untersagt. Dies trug allmählich zum Verschwinden der Gottesurteile aus dem Rechtsleben bei, zumal auch von weltlicher Seite immer öfter ein Verbot der Gottesurteile erging. So lehnte beispielsweise der deutsche Kaiser Friedrich II. in seinen Konstitutionen von Melfi die Durchführung von Gottesurteilen als fehlerhaft ab.
Aus dem offiziellen Rechtsleben in Europa verschwanden die Gottesurteile im 12. und 13. Jahrhundert und wurden durch weltliche Gesetzgebung und Justiz ersetzt, dennoch gab es auch weiterhin Beispiele für die Anwendung von Gottesurteilen. So wurde z. B. gelegentlich im Zusammenhang mit der Ketzerverfolgung die Feuerprobe angewandt. Im Zuge der Hexenverfolgung in der Frühen Neuzeit erlebten einige Gottesurteile noch einmal einen Aufschwung und tauchten als sogenannte Hexenproben wieder auf. Hier ist in erster Linie die Wasserprobe zu nennen; aber auch die Feuerprobe fand manchmal noch Anwendung. Hierbei ist jedoch hervorzuheben, dass den neuzeitlichen Hexenproben in aller Regel eine andere Auffassung zugrunde lag, als den mittelalterlichen Gottesurteilen. Das Obentreiben einer Hexe auf dem Wasser war nach frühneuzeitlicher Auffassung nämlich das Ergebnis der Eigenschaften einer Hexe und nicht das Ergebnis einer göttlichen Wunderwirkung.
Daneben gibt es bis ins 20. Jahrhundert Beispiele dafür, dass die Vorstellung, Gott greife im Zusammenhang einer Urteilsfindung ein, auch weiterhin eine gewisse Faszination beibehalten hat und z. T. auch die tatsächliche Justizpraxis beeinflusst.

## Einteilung
Es gibt einmal die Einteilung in einseitige und zweiseitige Gottesurteile und andererseits die Einteilung in Ermittlungsordal (Versuch des Klägers, die Wahrheit seiner Anschuldigung zu beweisen) und Abwehrordal (Versuch des Angeklagten, seine Unschuld zu beweisen).

### Einseitiges Ordal
Unter den einseitigen Ordalen fasst man all jene zusammen, bei denen der vermeintliche Rechtsbrecher oder Ankläger sich alleine einem Gottesurteil unterziehen muss und lediglich mit den Elementen, vor allem mit Wasser, Feuer und Erde, oder mit heiligen Gegenständen in Kontakt tritt.
Je nach Ordal wurde das Wunder entweder im Fall der Unschuld (beispielsweise bei der Feuerprobe) oder im Fall der Schuld (Bahrprobe, Wasserprobe mit kaltem Wasser, Hostienordal) erwartet.
Zu den einseitigen Ordalen gehören etwa Wasserprobe mit heißem oder kaltem Wasser, Feuerprobe, Trankordal (so z. B. in der Bibel 4. Mose 5,11 ), Rasengang, das Liegen im Grab unter der Erde, Bahrprobe, Losordal, ein über Reliquien gesprochener Reinigungseid und die Abendmahlsprobe.
Bei einem einseitigen Ordal kann erneut zwischen zwei Ordalsformen unterschieden werden. Während sich bei einem Ermittlungsordal der Ankläger selbst einem Gottesurteil aussetzt, um die Richtigkeit seiner Anschuldigung zu beweisen, geht es bei sogenannten Abwehrordalen darum, eine Anschuldigung abzuwehren. Der Angeklagte setzt sich hier also einem Ordal aus, um seine Unschuld zu beweisen.

### Zweiseitiges Ordal
Bei den zweiseitigen Gottesurteilen steht dem Beklagten ein Kläger gegenüber oder ein Unfriedensstifter einem anerkannten Friedliebenden.
Hierzu gehören etwa Zweikampf, Kreuzordal und Kerzenordal.
Vielfach sind in unserem modernen Sprachgebrauch noch Reste der ehemaligen Anwendung und auch der Popularität der Gottesurteile nachvollziehbar geblieben. So erinnert beispielsweise das Sprichwort „Dafür halte (lege) ich meine Hand ins Feuer“ an das alte Gottesurteil der Feuerprobe.

## Ordalformen
Die Blutprobe

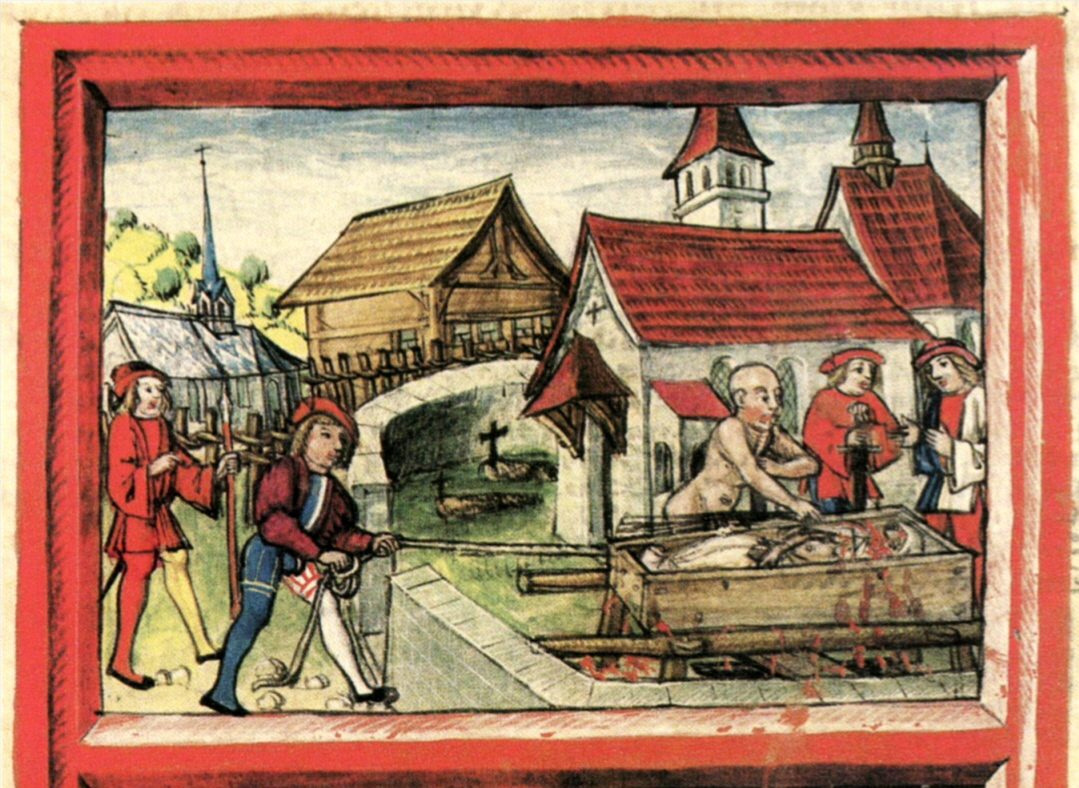
Die Bahrprobe: Der Söldner Hans Spiess wird durch eine Bahrprobe des Mordes „überführt“ (Miniatur der Luzerner Chronik des Diebold Schilling, Burgerbibliothek 1513)

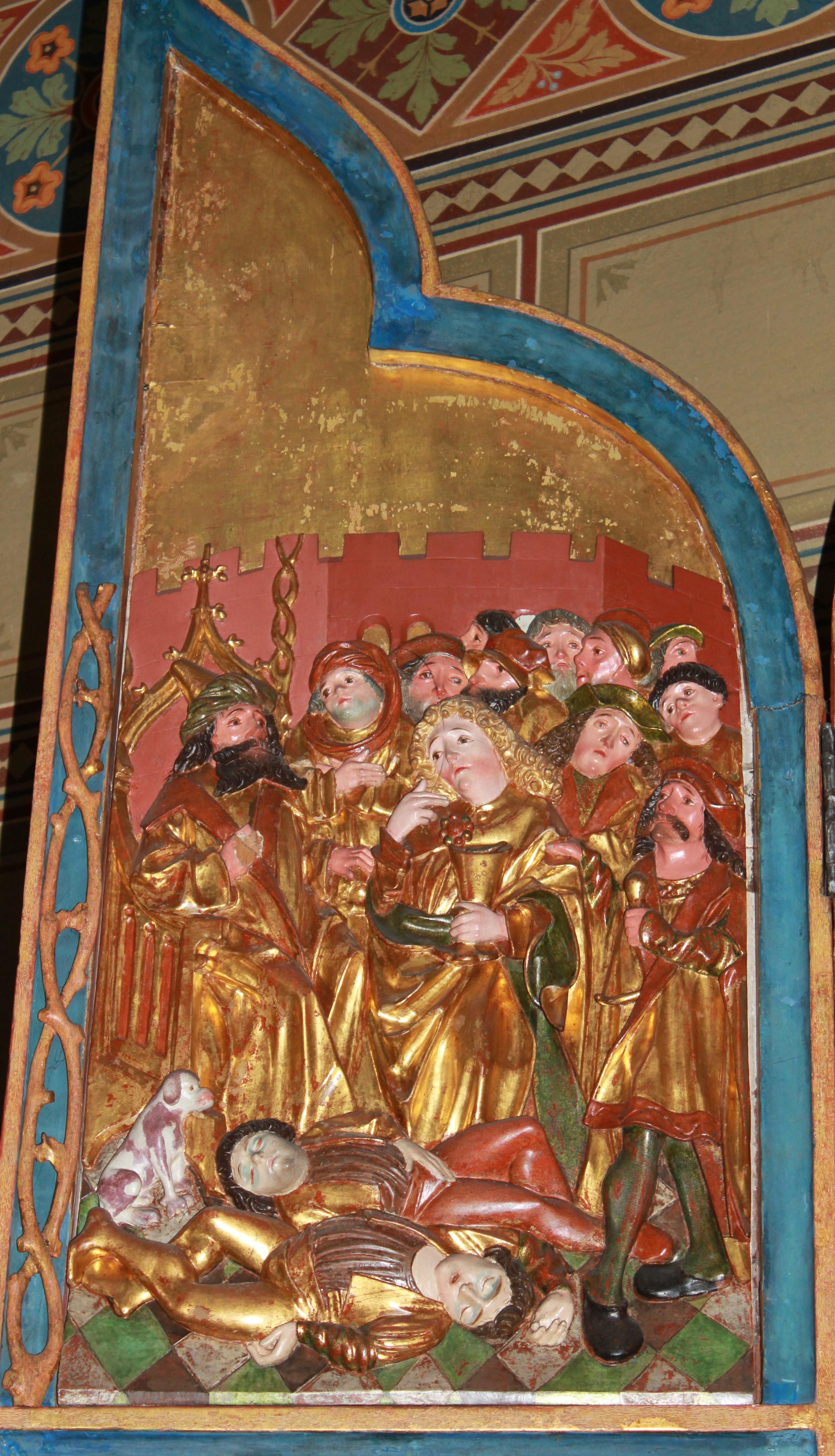
Die Giftprobe in Ephesus (Altarflügel der Dominikanerkirche Friesach/Kärnten, 1500–1512)

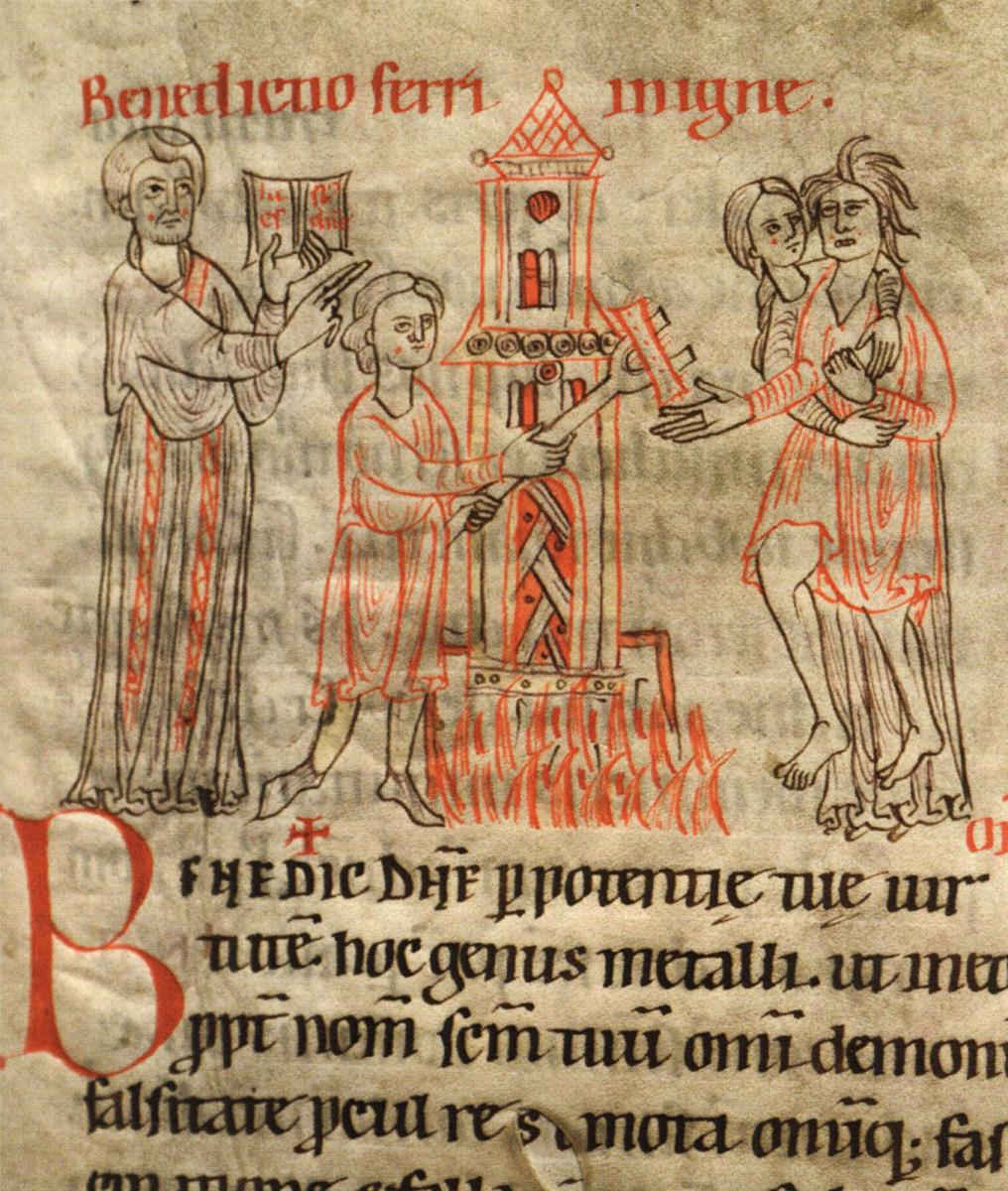
Die Feuerprobe (Rituale Romanum der Stiftsbibliothek Lambach, 12. Jahrhundert)

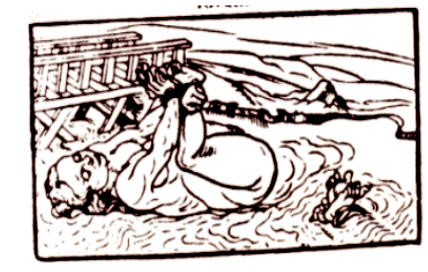
Die Wasserprobe (aus dem Titelblatt eines Hexentraktates von Hermann Neuwalt, Helmstedt 1584)

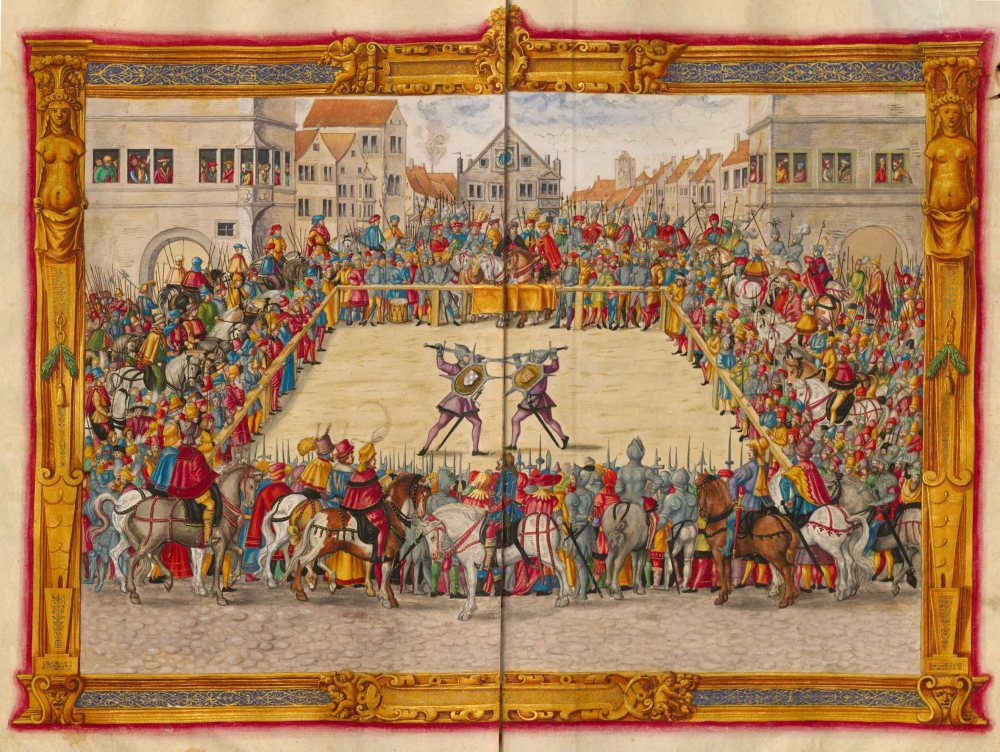
Gerichtskampf (um 1544)

Die „Blutprobe“ oder das „Bahrgericht“, lateinisch „ius cruentationis“, basiert auf dem alten Volksglauben, dass die Wunde eines Ermordeten wieder zu bluten beginnt, wenn sich der Mörder der Bahre nähert und der  Täter dem Gottesurteil entsprechend auf diese Weise zweifelsfrei überführt werden kann.
Die Giftprobe
Bei der Giftprobe wurde dem Angeschuldigten ein tödliches „Fluchwasser“ verabreicht, das bei Schuld die Eingeweide anschwellen ließ und zum Tode führte, bei einem Unschuldigen aber unwirksam blieb.
Der Probebissen
Der Probebissen oder das „iudicium offae“ sollte die Schuldfrage über ein (unbekömmliches) Nahrungsmittel klären, das dem Angeklagten in den Mund gestopft wurde. Musste dieser es wieder erbrechen, galt das als Schuldbeweis.
Die Feuerprobe
Die Feuerprobe wurde häufig in Hexenprozessen als Rechtsmittel eingesetzt. Dabei musste ein glühendes Eisen in der ungeschützten Hand getragen oder barfuß über eine Reihe glühender Pflugscharen gegangen werden. Die anschließende körperliche Versehrtheit oder Unversehrtheit bzw. die schnelle Heilung waren maßgeblich für das Urteil.
Die Wasserprobe
Bei der Wasserprobe oder dem „iudicium aquae frigidae“ musste der gefesselt ins Wasser geworfene Angeklagte natürlicherweise absinken. Blieb er an der Wasseroberfläche, bedeutete dies ein Abweisen durch das „reine Wasser“ und damit einen Schuldspruch.
Der Kesselfang
Der Kesselfang oder das iudicium aquae ferventis stellte den Beschuldigten vor die Aufgabe, einen Gegenstand mit ungeschützten Händen und Armen aus einem Kessel mit siedendem Wasser zu holen. Blieb er dabei unverletzt, sprach dies für seine Unschuld und führte zum Freispruch von allen Vorwürfen.
Der Zweikampf
Der Zweikampf diente der Beweisführung, wer in einer Streitsache das Recht auf seiner Seite hatte. Bei weiblichen Personen konnte ein Ehrengericht auch durch männliche Stellvertreter ausgetragen werden, wie sie etwa Heinrich von Kleist in einer Novelle nach einer mittelalterlichen Chronik in seinem Ablauf dargestellt hat.

## Gottesurteil als Motiv in der Literatur
Das Gottesurteil ist ein beliebtes Motiv in Romanen und Erzählungen, die im Mittelalter spielen, so beispielsweise in Ekkehard von Joseph Victor von Scheffel (1855), in Die Richterin von Conrad Ferdinand Meyer (1885), in Ivanhoe von Walter Scott (1820) und in Die Kinder der Finsternis von Wolf von Niebelschütz (1959).
Ein Zweikampf als Gottesurteil spielt eine wichtige Rolle unter anderem in der gleichnamigen Erzählung Heinrich von Kleists Der Zweikampf (1811) oder in der Oper Lohengrin von Richard Wagner (1850).
1862 bemühte Wilhelm Raabe in der Novelle Das letzte Recht ein Gottesurteil: Um 1704 fällt ein Haus ein und begräbt den Bösewicht unter sich.